# Marino Marini (scultore)
Marino Marini (Pistoia, 27 febbraio 1901 – Viareggio, 6 agosto 1980) è stato un artista, scultore, pittore, incisore e docente italiano.

## Biografia
Nacque da Guido Marini, impiegato e agiato possidente, e da Bianca Bonacchi.
Nel 1917 si iscrive all'Accademia delle Belle Arti di Firenze con la sorella gemella Egle, pittrice e poetessa che in seguito si ispirerà all'arte del fratello per le proprie poesie, frequentando il corso di Disegno e Pittura tenuto da Galileo Chini e quelli di scultura tenuti da Domenico Trentacoste. Qui incontra Auguste Rodin  in visita alla città. Nel 1919 si reca per la prima volta a Parigi dove conosce nuove tendenze artistiche.

### Tra Firenze e Milano
Tornato in Italia comincia a praticare la pittura e l'incisione, legandosi alla tradizione figurativa di fine Ottocento e in particolare all'opera di Medardo Rosso. In alcuni lavori dei suoi inizi si può notare l'influenza degli artisti del primo Rinascimento, in particolare Piero della Francesca. Già dal 1922 decide di dedicarsi alla scultura e, nel 1923, partecipa ad diverse esposizioni, tra cui la II Biennale romana. Nel 1926 apre uno studio a Firenze, ma nel '29 decide di trasferirsi a Milano, invitato da Arturo Martini per sostituirlo come insegnante presso la scuola d'arte ISIA nella Villa Reale di Monza, dove, successivamente, gli sarà assegnata la cattedra di scultura.

### Gli anni ‘30 e ‘40
Nei primi anni trenta torna a Parigi, dove incontra Pablo Picasso, Georges Braque, Vasilij Vasil'evič Kandinskij e molti altri artisti. Nel 1932 espone disegni e sculture sia a Milano che a Roma e diventa membro onorario dell'Accademia di belle arti di Firenze. Negli anni successivi compie diversi viaggi in Italia e all'estero che gli permettono di far conoscere i suoi lavori. Nel 1934 a Bamberga ammira la statua equestre cosiddetta del Cavaliere di pietra (forse rappresentante Enrico II) che sarà per lui fonte di ispirazione per i suoi cavalieri. Nel 1936 partecipa alla XX Biennale di Venezia con tre sculture e una pittura. Il 14 dicembre 1938 sposa Mercedes Pedrazzini, da lui chiamata Marina, e nello stesso periodo partecipa alla XXI Biennale di Venezia.
All'inizio degli anni Quaranta si trasferisce a Torino come professore alla facoltà di scultura della locale Accademia e l'anno successivo diventa titolare della cattedra di scultura all'Accademia di belle arti di Brera a Milano. Nel 1942, a seguito della distruzione, per un bombardamento, del suo atelier a Monza, si rifugia a Tenero, in Svizzera, nei pressi di Locarno, dove continua a lavorare. Si reca spesso a Zurigo e a Basilea continuando a esporre; partecipa alla grande Esposizione al Kunstmuseum Basel nel 1944. Dopo la fine della guerra, nel 1948, torna a Milano, dove riprende a insegnare a Brera. Nello stesso anno partecipa alla Biennale di Venezia, sia come membro della giuria che come artista. In questi anni Peggy Guggenheim acquista un suo Cavaliere e lo installa a Venezia davanti al suo museo, dove si trova tuttora.

### Gli anni ‘50 e ‘60
Negli anni Cinquanta l’artista soggiorna negli Stati Uniti dove conosce Stravinskij, Dalì, Feininger e altri artisti. Al suo ritorno in Europa si ferma a Londra, dove incontra l’amico Henry Moore, e a Bruxelles, dove riceve il riconoscimento come membro onorario dell’Accademia reale fiamminga. Fa numerose esposizioni a Stoccolma, Cincinnati, Oslo, Copenaghen, New York. Nel 1954 ottiene il Gran Premio all’Accademia dei Lincei di Roma e, sempre nello stesso anno, si trasferisce con la moglie a Forte dei Marmi e qui incontra Pablo Neruda.
Nel corso degli anni Sessanta continuano le sue esposizioni al Museo Boymans Von Beunigen a Rotterdam e a Palazzo Venezia a Roma, e a Gottinga riceve la nomina a membro dell'Orden pour le Merite für Wissenschaften und Künst.

### Gli ultimi anni
Negli anni Settanta riceve un riconoscimento come cittadino onorario della città di Milano e inaugura nel 1973 il Museo Marino Marini nella Galleria d’Arte Moderna di Milano ed espone al Castello Sforzesco. Nel 1978, con un'esposizione itinerante, le sue opere vengono portate  a Tokyo, Yamagata, Sapporo, Kōbe e Kumamoto.
Muore a Viareggio, nel 1980, all'età di settantanove anni.

## La scultura

### Gli esordi
L'artista si avvicina alla scultura nel 1922, quando inizia a frequentare le lezioni di Domenico Trentacoste presso l'Accademia delle Belle Arti di Firenze. Nel 1926 apre uno studio in via degli Artisti a Firenze dove unisce una sensibilità moderna con il gusto fedele alla tradizione. I suoi modelli sono la scultura fiorentina del Quattrocento, specialmente i busti della scuola del Verrocchio, e la plastica etrusca con particolare attenzione ai vasi canòpi, e si dimostra subito in grado di padroneggiare diversi materiali come la cera, il gesso, la terracotta. Nel 1927 partecipa alla III Mostra Internazionale di arti decorative a Monza dove conosce Arturo Martini. Nel 1928 partecipa alla biennale di Venezia e realizza Il cieco; l'anno dopo espone Il prelato alla II Mostra del Novecento italiano, opera che viene acquistata per la Galleria nazionale d'arte moderna e contemporanea di Roma, e Il ritratto di Paola Ojetti, che viene acquistato per la Galleria d'Arte Moderna di Milano. Sempre nel 1929 espone Il popolo alla Mostra sindacale toscana.

### La maturità: plasticità ed emotività delle forme
Nel 1930 si trasferisce a Milano perché Arturo Martini lo chiama alla Scuola di Monza dove sperimenta nuove tecniche e materiali come l'intaglio del legno. Nel corso dei soggiorni parigini del 1930 e 1931, la passione per la scultura monumentale dell'antico Egitto sostituisce quella giovanile per l'arcaismo etrusco; infatti, le opere eseguite tra il 1932 e il 1935 "costituiscono il risultato di questi nuovi stimoli e segnano un punto di svolta nella elaborazione di un linguaggio che si avvia alla maturità".
Con le opere Il nuotatore (1932) Icaro (1933) e Pugile (1935), Marini riprende uno dei “temi cruciali del dibattito della scultura degli anni Trenta” e cioè la rappresentazione del nudo maschile, che considera necessaria per testare le proprie capacità di modellazione plastica. In questo periodo l'arte italiana vive sia di astrazione che di figurazione, ma predomina in lui l'attenzione alla figura umana, e la sua ricerca artistica è tutta rivolta alla struttura della forma e all'organizzazione dello spazio in forme plastiche. Egli espone Icaro e altre cinque sculture alla Quadriennale di Roma del 1935 vincendo il primo premio; le sue opere corrispondono alle aspettative della critica e del pubblico e grazie ad esse egli conquista definitivamente “un ruolo da protagonista nella contemporanea scena dell'arte italiana”.
Ispirato dal cavaliere di pietra del Duomo di Bamberga, ammirato nel corso di un viaggio in Germania nel 1934, e a seguito dello studio della pittura di Piero della Francesca, l'artista sviluppa la serie dei “Cavalieri”, con la quale estende la propria sperimentazione artistica alla coppia uomo/cavallo. A questa fase risalgono il Cavallo e cavaliere in legno policromo del 1936, il Gentiluomo a cavallo in bronzo del 1937 e Il pellegrino (o San Giacomo) in gesso del 1939. Negli anni che precedono la Seconda guerra mondiale, egli accentua il lato emotivo delle proprie opere; con la Giovinetta del 1938 e la serie delle "Pomone", egli ricerca e ottiene “un mobile equilibrio tra seduzioni contemporanee della femminilità e riferimenti alla tradizione classica”.

### La guerra e il soggiorno svizzero
Dopo il bombardamento alleato su Milano del settembre 1942, ripara prima a Blevio, sul lago di Como, e poi a Tenero, in Svizzera, dove rimane fino a tutto il 1946. Questi sono anni che rafforzano la concentrazione dell'artista, già propria del suo temperamento, ne favoriscono il contatto con esperienze internazionali e determinano “un sensibile mutamento d'indirizzo nella sua produzione”: egli vuole tradurre in arte il clima di inquietudine e tragedia che affligge l'Europa in guerra. A questo periodo risalgono l'Arcangelo del 1943, che rivela una fisionomia afflitta da un'interna consunzione, e l'Arcangela del 1943, che sembra accettare più dignitosamente il proprio destino. Egli ottiene in Svizzera un grande successo, come dimostrano le sue numerose esposizioni: al Kunstmuseum di Basilea e alla Kunsthalle di Berna nel 1944, a Basilea nel 1945, a Zurigo e di nuovo a Basilea nel 1946.

### Il rientro in Italia e il successo internazionale
Nel 1948 torna in Italia per esporre alla Biennale di Venezia ricevendone una consacrazione internazionale, a partire dagli Stati Uniti. Infatti, poco prima della Biennale veneziana, giunge in Italia James Thrall Soby, responsabile del Dipartimento di pittura e scultura del Museum of Modern Art di New York, accompagnato da Alfred Barr, direttore delle collezioni del museo, per censire le opere di arte moderna italiana nelle gallerie pubbliche e private o presso i maggiori collezionisti al fine di organizzare la prima grande mostra americana dopo la caduta del fascismo e presentare al pubblico internazionale le forze positive di un paese alleato. Nella primavera del 1948, Soby si reca presso lo studio di Marini e acquista due "Cavalieri", uno per la sua collezione privata e che mette a disposizione per una mostra alla Buchholz Gallery di New York nel 1950. La mostra è il vero e proprio debutto artistico di Marini negli Stati Uniti e lo presenta come “alternativa alle esasperazioni astratte della contemporanea scultura americana e nordeuropea”.
In questo periodo Marini si pone in stretto dialogo con la contemporaneità e sviluppa la serie dei "Miracoli" e quella dei "Guerrieri". Nella prima, di natura intensamente drammatica, il miracolo rappresenta il dissidio, la rottura dell’armonia tra cavallo e cavaliere: l’animale fremente e imbizzarrito, o prostrato a terra, è ingovernabile per il condottiero in balia dell’evento. Il rimando alla caduta di Saulo – ma ripensato alla luce di Guernica – è evidente, ma manca nei miracoli mariniani la luce della salvezza: l’uomo si va perdendo. Nella seconda, la figura del guerriero è oggetto di un effetto distorsivo e deformante che dimostra l'influenza su di lui dello scultore inglese Henry Moore.

## La pittura
Marini si avvicina alla pittura in giovane età. Nel 1916 realizza Le vergini dove, oltre a dar prova di notevoli doti di ritrattista, esprime la propria riflessione sull'arte di Piero della Francesca, di cui analizza la strutturazione formale dell’immagine: le tre figure femminili, solide nel corpo e ieratiche nell'attitudine, sono racchiuse da un disegno fermo, deciso, tutto quattrocentesco, con cui Marini rivendica l'appartenenza all'identità culturale toscana. Nel 1917 si iscrive all'Accademia di Firenze seguendo i corsi di Galileo Chini.
Partecipa ad una mostra a Livorno nell'estate del 1923 con i dipinti Dalla Piazza Garibaldi (Livorno), Fossi (Scali livornesi), Scogliera d'Ardenza, Impressioni dall'alto, Santa Croce, Impressione.
Nel corso degli anni, l'artista si allontana dalla pittura per dedicarsi principalmente alla scultura; riprende a dipingere soltanto negli anni '50, e affianca alla pittura la litografia. Lungi dall'essere attività di minore impegno, Marini ottiene con la pittura risultati interessanti, caratterizzati da masse cromatiche vivaci, racchiuse in campiture geometrizzanti che si stagliano da fondi piatti. I soggetti sono quelli percorsi nella scultura – il mondo del circo, i cavalieri, le danzatrici – ma la bidimensionalità della superficie pittorica allontana le figure in un mondo rarefatto e intangibile, metaforico.

## La fondazione e i musei "Marino Marini"
La Fondazione Marino Marini
Nel 1979 viene dato avvio all'attività del "Centro di documentazione dell'opera di Marino Marini" nella sede del Comune di Pistoia, dove Marino aveva deciso di lasciare tutta la sua documentazione d’archivio: disegni, incisioni, una biblioteca specializzata e piccole opere dell'artista, insieme ad una videoteca e fototeca.  La città natale dell’artista, dietro sollecitazione della moglie Mercedes Pedrazzini,  costituisce nel 1983 una fondazione a lui dedicata e nomina prima presidente della Fondazione proprio Mercedes “Marina”, carica che manterrà fino al 2008, l'anno della sua morte. Ad oggi la Fondazione è riconosciuta come unico referente per l’autenticazione delle opere di Marino ed ospita un percorso espositivo sull’artista e le sue opere. La città di Pistoia accoglie nell’atrio del Palazzo Comunale e nel Palazzo Pretorio sculture donate dall'artista alla città.
Il Museo Marino Marini a Milano:
La città di Milano ospita, presso la Galleria di Arte Moderna (GAM), dal 1984 una sezione separata, "Museo Marino Marini", con le opere dell'artista.
Il museo Marino Marini a Firenze
Nel 1988 il Comune di Firenze e la Fondazione di Pistoia hanno fondato il museo dedicato all'artista, situato nell'ex chiesa di San Pancrazio a Firenze. Grazie a tale museo è possibile la conservazione, valorizzazione ed esposizione permanente delle sue opere.

## Marino Marini nei musei
- Galleria d'Arte Moderna, Milano
- Pinacoteca di Brera, Milano
- Museo del Novecento, Milano
- Collezione Peggy Guggenheim, Venezia
- Museo Marino Marini, Firenze
- Museo Novecento, Firenze
- Collezione Roberto Casamonti, Firenze
- Musei Civici di Monza
- Museo Marino Marini, Pistoia
- Collezione d'arte religiosa moderna, Musei Vaticani, Città del Vaticano
- MAGI '900 - Museo delle eccellenze artistiche e storiche, Pieve di Cento
- Estorick Collection of Modern Italian Art, Londra, Regno Unito

## Marino Marini nelle strutture private
- Litografie dell'artista sono presenti nella struttura alberghiera "Locanda dell'Arte" a Solonghello, Monferrato, Piemonte.

## Onorificenze
- Membro delle Bayerische Akademie der Schonen Kunste, Monaco di Baviera - 1958
- Membro dell'Académie Royale Flamande, Bruxelles - 1950
- Membro dell'Akademie der Kunste der Deutschen Demokratischen Republik - 1978
- Riconoscimento del Governo Giapponese, Konju Hosho - 1979

## Premi
- Gran Premio di scultura - II Quadriennale, Roma - 1935
- Gran Premio Internazionale di Scultura alla XXVI Biennale, Venezia - 1952
- Premio Internazionale Feltrinelli, Accademia dei Lincei, Roma - 1954[28]
- Premio "Il Cino", Pistoia - 1972
- Cittadino onorario di Firenze - 1979